# 黑额山噪鹛
黑额山噪鹛（学名：Ianthocincla sukatschewi），是画眉科噪鹛属的一种，为中国大陆的特有种。全球活动范围约为28,500平方千米。该物种的保护状况被评为易危。
黑额山噪鹛的平均体重约为67.8克。栖息地包括温带森林、温带疏灌丛和河流、溪流。该物种的模式产地在甘肃高山山地。